# Nozomi (sonde spatiale)
Pour les articles homonymes, voir Nozomi.
Nozomi (Espoir en japonais) ou Planet B est une sonde spatiale développée par l'agence spatiale japonaise scientifique (ISAS) avec comme objectif principal l'étude de l'atmosphère de la planète Mars. C'est la première sonde japonaise envoyée vers une autre planète que la Terre. 
Nozomi est lancée le 3 juillet 1998 par une fusée M-V. Au cours de son transit vers Mars, elle perd une partie de son carburant à la suite du mauvais fonctionnement d'une valve puis son électronique est endommagée par une tempête solaire. En décembre 2003, l'agence spatiale met fin à la mission de la sonde incapable de manœuvrer pour se placer en orbite autour de Mars.

## Contexte
À la suite du succès de sa mission Suisei (Planet A) lancée en 1985 vers la comète de Halley, l'agence spatiale japonaise scientifique ISAS décide de lancer une deuxième sonde interplanétaire dite Planet B vers Mars. L'exploration de Vénus, bien que d'accès plus facile mais dont les responsables attendent moins de retours scientifiques, doit être la troisième étape et sera effectivement lancée en 2010 (mission Akatsuki/Planet C). Le gouvernement japonais donne son accord à la nouvelle mission au début des années 1990 et les développements débutent en 1992.

## Objectifs de la mission
Nozomi reprend les objectifs des deux missions russes du Programme Phobos (lancement en 1988) tombées en panne avant qu'elles aient pu mener à bien leur mission. Il s'agit d'étudier l'atmosphère de la planète Mars et en particulier de tenter de découvrir par quel processus la planète a perdu l'essentiel de son atmosphère et peut-être également de son eau. Pour remplir ses objectifs, Planet B doit être placée sur une orbite quasi-équatoriale fortement elliptique avec un périgée particulièrement bas situé à 150 km d'altitude. Cette orbite permet à la fois d'étudier le mécanisme d'échappement atmosphérique dans l'ionosphère et de passer à l'extérieur de l'orbite des lunes de Mars ce qui donne des opportunités de survol et donc d'étude de celles-ci. La faible altitude du périgée permet également d'étudier le champ magnétique résiduel à la surface de la planète, détecté peu avant le lancement de la mission par Mars Global Surveyor. Nozomi doit également photographier avec une résolution moyenne la surface de Mars et de ses deux lunes et rechercher la présence de l'anneau de poussière formé par l'échappement du sol martien et confiné aux abords de Mars par l'action de ses deux lunes. La mission primaire a une durée fixée à deux ans (1 année martienne) avec une extension possible de 2 ans.

## Caractéristiques techniques
La sonde spatiale dérive étroitement du satellite scientifique Ohzora. Pesant 540 kg avec son carburant et 258 kg à vide, la sonde a la forme d'un prisme de 0,58 mètre de haut pour 1,60 mètre de diamètre. La propulsion principale est assurée par un moteur-fusée d'une poussée de 500 newtons consommant un mélange d'hydrazine et de peroxyde d'azote. Les communications passent par une antenne parabolique fixe de 1,4 mètre de diamètre qui permet un débit de 4 kilobits par seconde. Deux antennes faible gain complètent le dispositif. Nozomi emporte 15 instruments scientifiques représentant une masse totale de 35 kg. L'énergie est fournie par deux panneaux solaires d'une surface de 4,6 m2 et attachés de part et d'autre du corps du satellite, portant son envergure à 6,22 mètres. Nozomi comporte un mât pour le magnétomètre (5 mètres de long) et plusieurs antennes dont deux de 50 mètres de long pour la mesure des ondes plasma. Le satellite est stabilisé par rotation sur son axe principal à une vitesse de 7,5 tours par seconde en vol de croisière mais cette vitesse est plus importante durant les phases propulsées. La plupart des expériences scientifiques sont placées sur les flancs du satellite et balaient donc l'espace à chaque rotation du satellite sur lui-même.

### Instrumentation scientifique
Sur les 15 instruments embarqués à bord de Nozomi, 6 sont développés par des laboratoires d'autres pays, :
- la caméra lumière visible MIC (Mars Imaging Camera ) ;
- le magnétomètre fluxgate triaxal MGF (Magnetic Field Investigation) ;
- l'instrument de mesure de vitesse des électrons énergétique ESA (Electron Spectrum Analyzer ) ;
- l'instrument de mesure de l'énergie et de la quantité des ions énergétiques ISA (Ion Spectrum Analyzer) ;
- le spectromètre des ions énergétiques EIS (Energetic Ion Spectrometer) ;
- l'instrument de mesure des ions thermiques TPA (Thermal Plasma Analyzer) fourni par l'université de Calgary au Canada ;
- l'instrument de mesure de la masse, de la charge électrique et de l'angle d'incidence des ions IMI (Ion Mass Imager) ;
- le spectromètre ultraviolet UVS (Ultra-Violet Imaging Photometer) ;
- l'instrument de mesure de la température des électrons PET (Probe for Electron Temperature measurements) ;
- le sondeur et détecteur d'ondes de plasma à haute fréquence PWS (Plasma Waves and Sounder) ;
- l'instrument de mesure des ondes de plasma à basse fréquence LFA (Low Frequency Plasma Wave Analyzer) ;
- le spectromètre de masse pour gaz neutres NMS (Neutral Mass Spectrometer) destiné à estimer la concentration des principaux atomes dans l'atmosphère martienne ;
- le compteur de poussière MDC (Mars Dust Counter) fourni par l'université de Munich en Allemagne ;
- le spectromètre ultraviolet extrême XUV (Extreme Ultraviolet Spectrometer) ;
- l'oscillateur radio ultrastable USO pour les expériences de radio-science.

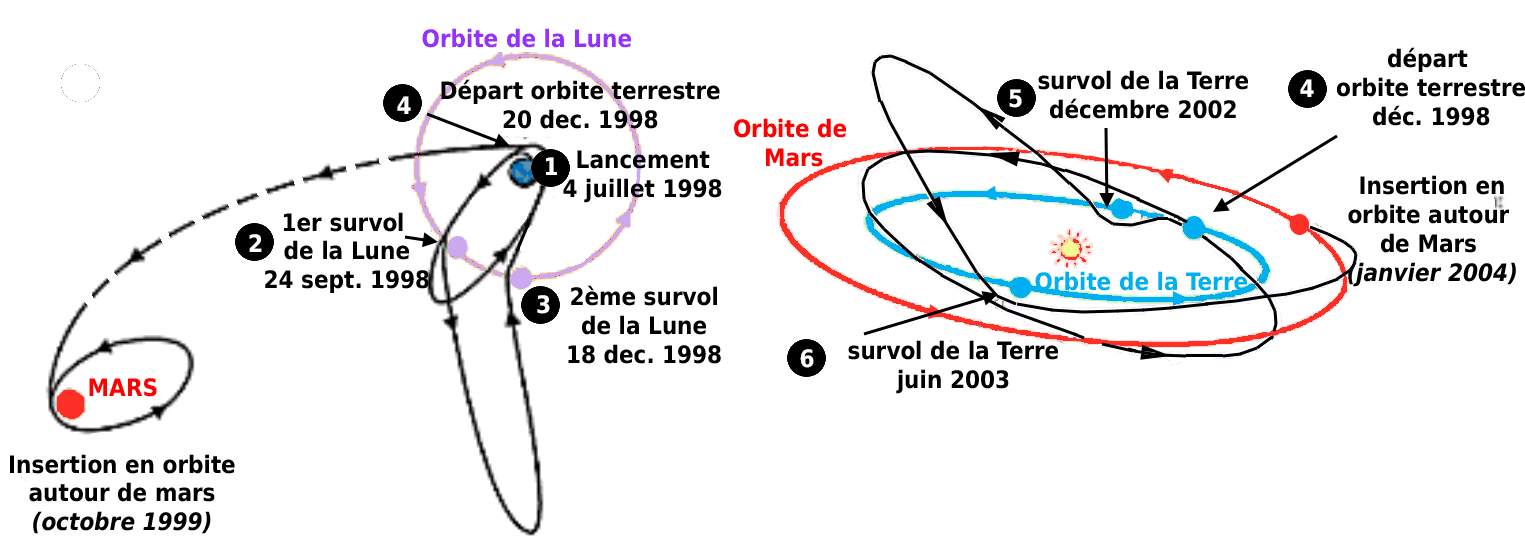
Trajectoire de Nozomi : les dates entre parenthèses correspondent aux étapes non réalisées.

## Déroulement de la mission

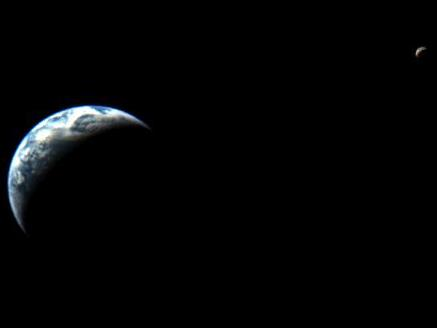
Nozomi (sonde spatiale) en 1998, Japon.

Nozomi est lancée le 3 juillet 1998 par une fusée M-V depuis le Centre spatial de Uchinoura et placée sur une orbite terrestre très elliptique (340 × 400.000 km) qui la fait passer derrière la Lune. En effet, le lanceur n'est pas assez puissant pour mettre la sonde sur une route directe vers Mars compte tenu de la fenêtre de lancement peu favorable imposée par les accords avec les pêcheurs locaux. À la suite de son lancement réussi, la sonde est rebaptisée Nozomi (Espoir en japonais) selon le processus traditionnel en vigueur dans l'astronautique japonaise.   
Il est prévu que la sonde effectue deux manœuvres les 24 septembre et 18 décembre à l'apogée pour atteindre une vitesse suffisante pour lui permettre de faire route vers Mars. Cette technique, qui avait déjà été utilisée pour la sonde Hiten, doit lui permettre de prendre suffisamment de vitesse pour atteindre Mars. Au moment de la manœuvre de décembre, la vanne permettant de laisser couler le carburant ne s'ouvre pas à temps et la sonde spatiale consomme plus de carburant que ce qui était prévu. La sonde qui est désormais sur une orbite héliocentrique ne dispose plus d'assez de carburant pour se mettre en orbite autour de Mars. Les ingénieurs japonais décident de modifier la trajectoire prévue et de profiter du survol de la Terre par Nozomi en décembre 2002 et juin 2003 pour effectuer des manœuvres qui réduiront la vitesse d'arrivée sur Mars et permettront à la sonde de s'insérer en orbite avec le carburant restant.   
Mais le 21 avril 2002, une tempête solaire entraîne un court-circuit de la batterie et endommage l'ordinateur embarqué. À la suite de cet incident, l'hydrazine gèle dans le réservoir. En juin 2003, les ingénieurs japonais parviennent tout de même à placer la sonde sur une trajectoire qui doit la conduire vers Mars. Mais en novembre 2003, la JAXA se rend compte que la sonde est trop endommagée pour pouvoir allumer sa propulsion principale pour l'insertion en orbite autour de Mars.   
L'abandon de la mission est donc décidé le 9 décembre 2003. Les dernières instructions données à la sonde consistent à la faire manœuvrer de manière qu'elle ne percute pas Mars. Il s'agit d'éviter toute contamination de la planète par des micro-organismes terrestres. Le 14 décembre 2003, la sonde passe à 870 km de la surface de la planète avant de s'éloigner sur son orbite héliocentrique.  